# Wolf-Dieter Schuegraf
Wolf-Dieter Schuegraf (* 28. November 1940 in München) ist ein deutscher Diplom-Kaufmann. Er war bis 1999 Leiter der städtischen Bibliotheken in Braunschweig (seit 2007 Stadtbibliothek Braunschweig).

## Leben
Schuegraf studierte Betriebs- und Volkswirtschaft sowie Rechtswissenschaft. Am 16. Juni 1980 wurde er als Nachfolger von Ottokar Israel Leiter der Stadtbibliothek und der Öffentlichen Bibliothek. Interimsweise übernahm er bis zum 31. Dezember 1980 parallel auch die kommissarische Leitung des Stadtarchivs Braunschweig. Dort folgte ihm Manfred R. W. Garzmann.
1999 ging Schuegraf in den Ruhestand. Seine Nachfolgerin in der Leitung der Stadtbibliothek wurde Luitgard Camerer (1938–2022).
Zusammen mit Herbert Blume war er zudem im Vorstand der Literarischen Vereinigung Braunschweig.
Schuegraf lebt im Braunschweiger Stadtteil Mascherode, dessen Geschichte er 2016 in der Festschrift 825 Jahre Mascherode mit beschrieben hat.

## Werke (Auswahl)
als (Mit-)Herausgeber:
- mit Manfred R. W. Garzmann: Jubiläumsschrift: 125 Jahre Stadtarchiv. 125 Jahre Stadtbibliothek. 75 Jahre Öffentliche Bücherei. Braunschweig 1985, ISBN 3-87884-029-2.
- mit Manfred R. W. Garzmann: Raabe-Verzeichnis. Bestände in Braunschweig, Marbach/Neckar und Wolfenbüttel. Braunschweig 1985, ISBN 3-87884-030-6.
- mit Manfred R. W. Garzmann und Thomas Ostwald: Gerstäcker-Verzeichnis. Erstausgaben, gesammelte Werke und Sekundärliteratur mit Nachweis im Stadtarchiv Braunschweig, in der Stadtbibliothek Braunschweig und in der Friedrich-Gerstäcker-Gesellschaft Braunschweig. Braunschweig 1986.
- mit Heinz-Joachim Tute, Marcus Köhler: Gartenkunst in Braunschweig. Von den fürstlichen Gärten des Barock zum Bürgerpark der Gründerzeit. Stadtbibliothek, Braunschweig 1989, ISBN 3-87884-037-3 (Braunschweiger Werkstücke. 76 / Reihe A. Veröffentlichungen aus dem Stadtarchiv und der Stadtbibliothek. Band 26).
- mit Luitgard Camerer, Manfred R. W. Garzmann und Norman-Mathias Pingel: Braunschweiger Stadtlexikon. Joh. Heinr. Meyer Verlag, Braunschweig 1992, ISBN 3-926701-14-5.
- mit Margot Ruhlender: Büketubben: Geschichte der Badekultur in Braunschweig von 1671–1993. Joh. Heinr. Meyer, Braunschweig 1994, ISBN 3-926701-23-4.
- mit Manfred R. W. Garzmann und Norman-Mathias Pingel (Hrsg.): Braunschweiger Stadtlexikon – Ergänzungsband. Joh. Heinr. Meyer Verlag, Braunschweig 1996, ISBN 3-926701-30-7.